# Cédric Grolet
Cédric Grolet, né le 28 août 1985 à Firminy (Loire), est un pâtissier français. Il est depuis 2012 chef pâtissier du Meurice.
Sacré « Meilleur Chef pâtissier du Monde » par le classement britannique 50 Best en 2018, il est au même moment le pâtissier le plus suivi sur les réseaux sociaux : son compte Instagram passe le million d'abonnés en 2018,.

## Biographie
Fils d'un routier et d'une mère au foyer, aîné d'une fratrie de quatre enfants, il grandit dans le village de Praisles sur la commune de Monistrol-sur-Loire à l'est de la Haute-Loire. Après son CAP de pâtissier-chocolatier-glacier obtenu au Puy-en-Velay en 2002, il obtient une mention complémentaire en 2004 puis un brevet technique des métiers à l'École nationale supérieure de la pâtisserie (ENSP) d’Yssingeaux. Dès la fin de ses études en pâtisserie, il commence à se distinguer dans de nombreuses compétitions.
À son arrivée à Paris en 2006, Cédric Grolet rejoint les équipes de Fauchon où il restera cinq ans. Repéré par les chefs Christophe Adam, Benoit Couvrand et Christophe Appert, il les accompagne pour assurer la formation du personnel des nouvelles boutiques Fauchon. Au bout d'un an, il accède en parallèle au service Recherche et Développement.
En 2011, Cédric Grolet intègre Le Meurice en tant que sous-chef et devient chef pâtissier. Après avoir été élu en 2015, « Meilleur Chef Pâtissier de l'année » par le magazine Le Chef, il reçoit l'année suivante le Prix Relais Desserts du Meilleur Chef Pâtissier 2016. Cédric Grolet a également reçu la distinction de Meilleur Chef Pâtissier à la cérémonie des Trophées de la Gastronomie et des Vins à Lyon en 2016 et le Prix du Pâtissier de l'année au festival Omnivore. La même année, il parraine l'ENSP.
En octobre 2017, il est sacré meilleur chef pâtissier de restaurant du monde à New York.
Le 20 mars 2018, il ouvre sa boutique au 6 rue de Castiglione, pour vendre ses pâtisseries au public autre que les clients du Meurice,.
Le 22 novembre 2019, Cédric Grolet ouvre sa seconde boutique, la boulangerie-pâtisserie, Cédric Grolet Opéra, au 35 avenue de l'Opéra à Paris tout en continuant à travailler au Meurice. Le jour de l'ouverture, des centaines de clients font la queue plusieurs heures devant le nouveau point de vente.
Il reste plus particulièrement reconnu pour ses « fruits sculptés en trompe-l’œil »[pas clair], son usage du citron, ainsi que son image « charismatique »[pas clair] éloignée de celle traditionnelle des chefs, abandonnant les clichés de la toque ou du tablier lors de certaines interventions publiques.

## Télévision
- 2015 : Qui sera le prochain grand pâtissier ? sur France 2[18] (candidat, saison 3)
- 2016 : Grands Reportages sur TF1[19]
- 2016 : Les Carnets de Julie sur France 3
- 2016 : Très très bon sur Paris Première[20]
- 2016-2019 : Top Chef sur M6 (chef invité, saisons 7[21], 8[22], 9 et 10)

## Distinctions
- 2015 : Meilleur Chef Pâtissier de l'année - Magazine Le Chef[9]
- 2016 : Meilleur Chef Pâtissier - Prix Relais Desserts[10]
- 2016 : Meilleur Chef Pâtissier - Cérémonie des Trophées de la Gastronomie et des Vins à Lyon[11]
- 2017 : Le Prix de l'Année - Omnivore
- 2017 : Meilleur Chef Pâtissier restaurant du monde (distinction attribuée par l'association « Les grandes tables du monde »)
- 2017 : Meilleur Chef Pâtissier du monde (distinction attribuée par l'association « 50 best »)[4]

## Livres
- PBC Création. (2014). Je suis la nouvelle collection. Automne - Hiver 2014.
- Alain Ducasse. (2015). Simple, Nature et Bon : Nature. Levallois-Perret: Alain Ducasse Éditions
- Christophe Adam. (2016). Pomme. Paris: Éditions de La Martinière.
- Cédric Grolet, Fruits, Levallois-Perret, Ducasse édition, 2017, 340 p. (ISBN 978-2-84123-913-9)
- Christophe Adam. (2019). Tomate. Paris: Éditions de La Martinière.  (ISBN 273248993X)
- Cédric Grolet, (2019), Opéra, Ducasse édition
- Cédric Grolet, (2021), Fleurs, Ducasse édition